# Let Me Hear You Say Yeah
"Let Me Hear You Say Yeah" er en single fra Infernal udgivet i 2002 på deres album Muzaik med gæstevokalist Nicolai Villum Jensen alias Nico. Singlen er en genindspilning af PKA's hit fra 1990.
Singlen blev udgivet som et sæt bestående af to maxi singler.